# Виды обучения
Виды обучения — классификация учебных процессов по какому-либо основанию.
Виды обучения могут быть выделены по разным основаниям.

## По общности осваиваемого обучающимися содержания образования
- фронтальное обучение. При фронтальной организации обучения все обучающиеся продвигаются по учебной программе одновременно: от темы к теме, от класса к классу (с курса на курс).

Фронтальное обучение может быть организовано по-разному.

На занятиях может быть абсолютный общий фронт — все обучающиеся делают одно и то же в данный промежуток времени, одним и тем же способом и одними и теми же средствами. Используемые формы организации обучения линейно сменяют друг друга, например, всему коллективу объясняется какой-либо вопрос, затем учащиеся выполняют задания в парах, после чего каждый одно и то же делает индивидуально.

Бывают фронтальные занятия и с более сложной структурой используемых форм организации обучения, когда в одно и то же время на учебном занятии наблюдается разнообразие используемых форм организации обучения или видов работ, например, с частью учеников работает учитель, часть класса действует в парах, а остальные — индивидуально. Но при этом все осваивают общую тему (вопрос).

При фронтальном обучении обеспечивается одинаковый для всех обучающихся учебный маршрут освоения учебной программы. Сдача переводных и итоговых экзаменов обычно происходит в одно и то же время.
- нефронтальное обучение. Обучающиеся реализуют разные цели, изучают разные фрагменты курса, используя разные способы и средства, затрачивая разное время для освоения каждого фрагмента курса; редки случаи одновременного начала и окончания выполнения какой-либо работы.

Совокупность учебного содержания, которое изучается в коллективе в данное время (кто-то изучает одни фрагменты курса, а кто-то другие), называется масштабом отсутствия общего фронта. Масштаб отсутствия фронта может быть разным: объём раздела, года, всего курса и т. п. Чем больше масштаб отсутствия общего фронта, тем больше организация обучения носит нефронтальный характер.

## По форме событийных ситуаций взаимодействия
Виды обучения можно различить исходя из структур общения людей в со-бытийных ситуациях. Перечень ситуаций исчерпывается следующими: опосредованное общение, общение в паре и общение в группе. В свою очередь, в группе могут быть две разные структуры взаимодействия её участников: «один говорит, делает — остальные слушают, наблюдают» (один общается с несколькими как с одним) и «каждый общается по очереди с каждым». Находящиеся рядом, но делающие автономную индивидуальную работу, группу не представляют.

Таким образом, имеют место только четыре следующих формы организации обучения (они названы В. К. Дьяченко базисными):
- индивидуально-опосредованная форма обучения. Она соответствует опосредованному общению (индивидуальная работа обучающегося с учебным материалом, посредством которого он находится в ситуации общения с другим человеком);
- парная форма организации обучения. Она соответствует взаимодействию в обособленной паре (результаты его не используются в других парах, то есть участники занятия не представляют собой группу);
- групповая форма организации обучения. Она соответствует общению в группе, когда каждый говорящий направляет сообщение одновременно всем;
- коллективная форма организации обучения. Она соответствует взаимодействию в группе, когда общение происходит в парах сменного состава.

В конце 20-го века вопросы организации учебной работы в парах оформились в технологию парного обучения.
Базисные формы являются «строительным материалом». В конкретных процессах обучения используется комбинация из этих четырёх видов обучения в различных пропорциях. Определённое сочетание базисных форм представляет собой «конкретную форму организации обучения», так же как из одних и тех же кирпичей строятся разные сооружения. Это сочетание бывает как простым, так и очень сложным.

## По особенностям учебных занятий
На основе понятий общий фронт, учебный маршрут, вре́менные кооперации обучающихся всё многообразие учебных занятий разделяется на три группы:
- Индивидуальные учебные занятия. Отсутствует общий фронт, преподаватель с каждым обучающимся работает по очереди, все остальные действуют индивидуально.

Это индивидуальное обучение.
- Групповые учебные занятия (групповое обучение). Все обучающиеся делают одно и то же в данный промежуток времени, одним и тем же способом и одними и теми же средствами. Для всех обучающихся обеспечивается одинаковый учебный маршрут освоения учебной программы. Главенствует отношение «обучающий — группа».

Это групповое обучение.
- Коллективные учебные занятия. Отсутствует общий фронт. Обучающиеся осваивают общее содержание курса по разным учебным маршрутам, между участниками перераспределяются осваиваемое содержание и дидактические позиции (обучаемый, обучающий, проверяемый, проверяющий, организатор и т. п.). Создаются вре́менные учебные кооперации на местах пересечения учебных маршрутов. Это непостоянные по составу группы или отдельные пары для выполнения какой-либо конкретной учебной задачи. Как правило, одновременно действуют несколько коопераций, отличающихся базисными формами, темами, методами работы, численностью обучающихся.

Это коллективное обучение.

## По способу объяснения
- Сократовский диалог (сократовская беседа). Учитель, расчленяя мысль на маленькие звенья и подавая каждую в форме доброжелательного вопроса, на каждый из которых следует короткий, простой, заранее предсказуемый и, как правило, утвердительный ответ, подводит ученика (выступающего в роли собеседника) к более полному видению предмета обсуждения и выводам, которые изначально были для собеседника не очевидными. Собеседник приходит к истине сам (хотя и с помощью учителя).
- Догматическое обучение. Направлено на обеспечение слушания и механического заучивания.
- Объяснительно-иллюстративное обучение.
- Самостоятельное добывание знаний под руководством педагога-консультанта.

* программированное обучение — особый вид самостоятельного добывания знаний.
* алгоритмизированное обучение — обучение выполнению предписанной последовательности элементарных операций решения любой из задач, принадлежащих к некоторому классу, например, грамматический разбор предложения.

## По соотношению процессов развития обучающихся и их обучения
- Обучение, эксплуатирующее возможности, возникшие в процессе развития. Обучение следует за развитием и приспосабливается к нему.
- Обучение, отождествляемое с развитием.
- Развивающее обучение. Обучение, идущее не только вслед за развитием и не только нога в ногу с ним, но главным образом впереди развития, продвигающее его дальше и вызывая в нём новообразования. Основой развивающего обучения является «зона ближайшего развития» (понятие принадлежит выдающемуся советскому психологу Л. С. Выготскому).